# سلطنة أجوران
دولة الأجورانيين (بالصومالية: Dawladdii Ajuuraan)، كما تسمى أيضا سلطنة أجوران، أو ببساطة أجوران، وهي سلطنة إسلامية صومالية  بسطت حكمها على أجزاء كبيرة من منطقة القرن الأفريقي في العصور الوسطى.
قاومت سلطنة أجوران بنجاح غزو الأورومو من الغرب والتوغل البرتغالية من الشرق خلال حرب جال مادو والحرب الأجورانية البرتغالية. تم تعزيز طرق التجارة التي يعود تاريخها إلى العصور الوسطى القديمة والمبكرة للمشاريع البحرية الصومالية، وازدهرت التجارة الخارجية في المقاطعات الساحلية حيث امتدت خطوط التجارة إلى امبراطوريات شرق آسيا والهند وأوروبا والجزيرة العربية ومصر وشرق إفريقيا.
تركت سلطنة أجوران إرثًا معماريًا واسعًا ، كونها واحدة من القوى الصومالية الرئيسية في العصور الوسطى التي شاركت في بناء القلعة والحصون. تُنسب العديد من التحصينات المدمرة المنتشرة في المناظر الطبيعية لجنوب الصومال اليوم إلى مهندسي إمبراطورية أجوران، بما في ذلك عدد من مقابر الأعمدة والمدن والتي بنيت في ذلك العصر. خلال فترة حكم أجوران ، دان العديد من الأشخاص في جنوبي القرن الأفريقي بدين الإسلام بسبب الصبغة الدينية للحكومة. توسعت العائلة المالكة آل جارين ، في أراضيها وأقامت حكمها المهيمن من خلال مزيج ماهر من الحروب والروابط التجارية والتحالفات.
كإمبراطورية هيدروليكية ، احتكر نهر الأجوران الموارد المائية لنهري شبيلي وجوبا. من خلال الهندسة الهيدروليكية ، شيدت أيضًا العديد من آبار وصهاريج الحجر الجيري في الولاية التي لا تزال تعمل وتستخدم حتى اليوم. طور الحكام أنظمة جديدة للزراعة والضرائب ، والتي استمرت في استخدامها في أجزاء من القرن الأفريقي حتى أواخر القرن التاسع عشر. تسبب حكم حكام الأجوران اللاحقين في اندلاع حركات تمرد متعددة في الإمبراطورية ، وفي نهاية القرن السابع عشر ، تفككت دولة أجوران إلى عدة ممالك ودول لاحقة ، كان أبرزها سلطنة غلدي.

## الموقع
شكلت منطقة نفوذ إمبراطورية آجوران إحدى أكبر مناطق الهيمنة في القرن الأفريقي، إذ غطت الإمبراطورية معظم مساحة الصومال الجنوبية وشرق إثيوبيا، وامتدت هيمنتها من هبيا في الشمال إلى قيلافو غربًا وكيسمايو جنوبًا.

## الأصول وعائلة غارن
انحدرت السلالة الحاكمة وراثيًا لسلطنة أجوران من عائلة غارن. يعود أصل السلالة الحاكمة إلى مملكة غارن التي حكمت أجزاءً من الصومال وإثيوبيا خلال القرن الثالث عشر. مع هجرة الصوماليين من النصف الشمالي إلى النصف الجنوبي من القرن الإفريقي، دخلت متطلبات ثقافية ودينية جديدة أثرت على البنية الإدارية في السلالة الحاكمة، وبدأ نظام حكم إسلامي بالبروز تدريجيًا.
ادعى الحكام الغارنيون شرعيتهم الدينية وتفوقهم على المجموعات الأخرى في القرن الأفريقي استنادًا إلى بركة النسب التي نبعت من القديس بلد (الذي قدم من خارج مملكة غارن). يُقال أن أسلاف بلد قدموا من المنطقة المعروفة تاريخيًا باسم باربارا شمال إفريقيا.

## أصل الكلمة
تعود تسمية إمبراطورية أجوران إلى الكلمة العربية «إيجار» التي تعني التأجير أو الضريبة. استحقت المنطقة هذه التسمية بجدارة نتيجة الجزيات الباهظة التي كانت تدفعها للإمبراطورية. ما زال المنحدرون من الإمبراطورية في أيامنا الحالية يحملون اسم الأجوران، وهي قبيلة صومالية تقيم في:إثيوبيا والصومال وكينيا. يُقال أن الأجوران ينحدرون من «علاما» الذي يُعتقد أنه ابن بلد الذي ينتمي إلى سلالة المهاجر العربي هارمال سمائل (عثمان) الذي يعود نسبه إلى عقيل بن أبي طالب.

## الإدارة
استخدمت طبقة النبلاء الأجورانيين العديد من الألقاب الأرستقراطية والبلاطية الصومالية المعتادة، وأخذ الحكام الغارنيون هيئة الإمام، ومثل هؤلاء السلطة العليا في الإمبراطورية، معتبرين العديد من السلاطين والأمراء والملوك مجرد عملاء أو أتباع لهم. امتلك الحكام الغارنيون أيضًا قصورًا موسميةً في مريج وقيلافو ومركة، وكانوا يزورونها دوريًا لممارسة «حق الليلة الأولى». كانت مقديشو وباراوا أيضًا من المدن المهمة في الإمبراطورية. دانت الدولة بالإسلام، وبالتالي استند القانون إلى الشريعة الإسلامية.
- الإمام: رئيس الدولة.[14]
- الأمير: قائد لاقوات المسلحة والبحرية.
- النائب.[14]
- الوزير: جامع الضرائب والعائدات المالية.
- القديس: رئيس القضاة.

## المواطنون البدو والمجتمعات الزراعية
بعد السيطرة على آبار المنطقة، استطاع الحكام الغارنيون احتكار المناطق البدوية الخاضعة لهم بفعالية، إذ كانوا الإمبراطورية الوحيدة التي تهيمن على أرضها باحتكار مصادر المياه خلال فترة حكمهم. أُنشئت آبار كبيرة من الأحجار الجيرية على امتداد الدولة، وجذبت البدو الصوماليين والأوروميين مع مواشيهم. مكن التنظيم المركزي للآبار من حل النزاعات بين البدو عبر رفع استفساراتهم إلى مسؤولي الحكومة الذين أدوا دور الوسطاء. استمرت تجارة القوافل الواسعة في عهد الأجورانيين دون تغيير يُذكر، وهي ممارسة استمرت فترةً طويلةً في القرن الإفريقي. تقدم العديد من المدن المندثرة والمهجورة على امتداد الصومال والقرن الأفريقي في يومنا هذا دليلًا على شبكة التجارة الداخلية التي عاشت عهد ازهارها في حقبة معينة تعود أيامها إلى العصور الوسطى.
مع وجود إشراف مركزي على أجوران، ازداد إنتاج المزارع في أفجوي وكيسمايو ومناطق أخرى في واديي جوبا وشبيلي. روى نظام من قنوات الري عُرف محليًا باسم كيليو مزارع الدخن الهندي والذرة الفاصولياء والقمح والقطن التي كانت تنمو خلال موسم الغو (الربيع الصومالي) والهاجا (الصيف الصومالي) وفق التقويم الصومالي. نشأت هذه الأنظمة مباشرةً من نهري جوبا وشبيلي، ودعتمها العديد من الحواجز المائية والسدود. اخترع نظام قياس بالموس أو طراب أو الغولديد لقياس متوسط مساحات المزارع.

## فرض الضرائب
جمعت الدولة الجزية من المزارعين على شكل محاصيل مثل الذرة البيضاء والدخن الهندي والبن. بينما فرضت على البدو الدفع باستخدام الأبقار والجمال والماعز. وقعت مسؤولية جمع الضرائب على عاتق الوزير. عرض سلاطين الساحل في الدولة البضائع الكمالية المستوردة من الأراضي الأجنبية على الحكام الغارنيين. كان النظام السياسي المطبق في عهد الحكام الغارنيين شكلًا من حق الليلة الأولى، الذي مكنهم من إقامة جيزات تفرض هيمنتهم على جميع المجموعات البارزة في الإمبراطورية. طلب الحكام أيضًا قسمًا كبيرًا من مهر العروس الذي بلغ في أيامها مئة جمل.
بالنسبة للتجارة، سكت الإمبراطورية الأجورانية عملتها الخاصة، واستخدمت أيضًا عملة مقديشو التي سكها أصلًا سلاطنة مقديشو. انضمت مقديشو لاحقًا إلى الإمبراطورية الأجورانية، ووصلت عملاتها إلى أراض بعيدة مثل الإمارات العربية المتحدة والشرق الأوسط.
وكان سبب سقوط السلطنة الإفراط الضرائب فأعلنت قبائل كانت حكم السلطنة تمردها حتى اقاموا بعدها السلطنة سميت باسم سلطنة هراب مابين قرنى السابع عشر والقرن التاسع عشر.

## المراكز الحضرية والبحرية
أصبحت المراكز الحضرية في مركة ومقديشو وباراوا مع موانئها منافذ تجاريةً مربحةً للسلع المنتجة داخل الدولة. جلبت المجتمعات الزراعية في المناطق النائية منتجاتها إلى المدن الساحلية حيث بيعت للتجار المحليين الذين حافظوا على تجارة خارجية مربحة مع السفن المبحرة من وإلى شبه الجزيرة العربية والهند والبندقية وإيران ومصر والبرتغال وصولًا إلى الصين.
لاحظ فاسكو دا غاما، الذي مر بمقديشو في القرن الخامس عشر، أنها كانت مدينةً كبيرةً تحوي منازل بارتفاع أربعة أو خمسة طوابق مع قصور كبيرة في مركزها والعديد من الجوامع ذات المآذن الأسطوانية. في القرن السادس عشر، لاحظ دوارتي باربوسا أن العديد من السفن التابعة لمملكة كامبايا أبحرت إلى مقديشو حاملةً الثياب والتوابل لمبادلتها بالذهب والشمع والعاج. سلط باربوسا الضوء أيضًا على وفرة اللحوم والقمح والشعير والخيول والفواكه في الأسواق الساحلية التي منحت التجار مقدارًا عظيمًا من الثراء. كانت مقديشو مركزًا مزدهرًا للصناعات النسيجية الموجهة للأسواق المصرية والسورية، وشكلت برفقة مركة وبراوا محطات عابرة للتجار السواحليين من مومباسا ومالبندي ولتجارة الذهب من جزيرة كلوة. جلب التجار اليهود الفواكه والمنسوجات الهندية من الهرمز إلى ساحل الصومال لمبادلتها مع القمح والحطب.
ترسخت العلاقات التجارية مع ملقا في القرن الخامس عشر، وشكلت الثياب والعنبر والبورسلان السلع الأساسية للتجارة. صُدرت الزرافات والحمير الوحشية والبخور إلى إمبراطورية مينغ في الصين، ما منح التجار الصوماليين قيادة التجارة بين آسيا وأفريقيا، وأثر على اللغة الصينية في الصومال خلال هذه العملية. سعى التجار الهندوس من سورت وتجار جنوب شرق أفريقيا من جزيرة بيت إلى تخطي الحصار البرتغالي والتدخل العماني في شؤونهم، لذا استخدموا موانئ الصومال الواقعة على سواحل مركة وبراوا (التي كانت خارج السلطة القضائية للقوتين) لتسيير تجارتهم بأمان دون تدخل خارجي.

## الاقتصاد
اعتمدت الإمبراطورية الأجورانية على الزراعة والتجارة في تأمين أغلب دخلها. توضعت البلدات الزراعية الكبرى حول نهري شبيلي وجوبا، وشملت مدينتي كيسمايو وأفجوي. كان الأجورانيون وعملاؤهم مساهمين فاعلين في تجارة الذهب شرق أفريقيا وتجارة طريق الحرير والمحيط الهندي والمبادرات التجارية التي وصلت حتى شرق آسيا بسبب موقعهم في منطقة الوصل بين بعض الطرق التجارية شديدة الازدحام في القرون الوسطى.
سكت الإمبراطورية الأجورانية عملتها الخاصة، وكُشفت العديد من العملات البرونزية التي تحمل نقوشًا لأسماء السلاطنة الأجورانيين في إقليم بنادر، إضافةً إلى قطع أثرية يعود ملكها إلى الحكام المسلمين في جنوب الجزيرة العربية وإيران. وُجدت عملات مقديشو في بلاد بعيدة مثل الإمارات العربية المتحدة في الشرق الأوسط. أُعيد تأهيل الطرق التجارية المخصصة للمبادرات التجارية الصومالية التي تعود إلى العصور القديمة وبدايات العصور الوسطى، وازدهرت التجارة الخارجية في الأقاليم الساحلية بإبحار السفن إلى الكثير من الممالك والإمبراطوريات في شرق آسيا وجنوبها وإلى أوروبا والشرق الأدنى وجنوب أفريقيا والقرن الإفريقي وعودتها منها محملةً بالبضائع.